# 广东润楠
广东润楠（学名：Machilus kwangtungensis），为樟科润楠属下的一个种。

## 扩展阅读
維基物種上的相關：广东润楠